# Свистун жовтобородий
Свистун жовтобородий (Aleadryas rufinucha) — вид горобцеподібних птахів родини Oreoicidae.

## Поширення
Свистун жовтобородий поширений у тропічних гірських дощових лісах Нової Гвінеї.

## Опис
Тіло завдовжки 16,5–18 см, вага 38-42 г. Основне оперення сірого кольору, спина та хвіст темно-сірого забарвлення. Горло лимонно-жовтого забарвлення. Груди, черево та смужка навколо хвоста булого кольору. Навколо ніздрів ділянка білого кольору. На потилиці яскраво-червона пляма. Дзьоб та ноги чорні.

## Спосіб життя
Свистун жовтобородий живе у вологому лісі. Трапляється поодинці або парами. Поживу шукає на землі або серед чагарників. Живиться комахами та хробаками, рідше плодами та ягодами.

## Розмноження
Створює моногамні пари. Гніздування може відбуватися у будь-яку пору року. Гніздо будує у формі чаші з дрібних гілочок і трави серед гілок чагарників. У гнізді 2-4 блакитно-сірі яйця з рідкісними коричнево-жовтими цятками.

## Підвиди
- Aleadryas rufinucha rufinucha (Sclater, 1874);
- Aleadryas rufinucha niveifrons (Hartert, 1930);
- Aleadryas rufinucha gamblei (Rothschild, 1897).